# Icius subinermis
Icius subinermis je sredozemska vrsta pajkov skakačev, ki je bila pred nedavnim odkrita tudi v Sloveniji.

## Opis
Za to vrsto je značilen spolni dimorfizem, saj so samci drugače obarvani od samic.

## Biologija
Ta vrsta skakačev se najpogosteje zadržuje v bližini potokov in rek ter na vlažnih travnikih. Za zaščito pred slabim vremenom si ti pajki spletejo svilena zatočišča pod kamni ali med grmovjem.

## Razširjenost
Sprva je pajek poseljeval zgolj sredozemske države, kasneje pa so ga našli tudi v rastlinjakih severneje v Evropi. Leta 1995 so tako pajka našli v Kölnu, kasneje pa še v Ljubljani, Švici in Italiji.